# SV Niederlahnstein
SV Niederlahnstein – niemiecki klub piłkarski z siedzibą w mieście Lahnstein (w dzielnicy Niederlahnstein - do 1969 samodzielne miasto), w kraju związkowym Nadrenia-Palatynat, działający w latach 1911–1973 (od 1973 roku jako Eintracht Lahnstein).

## Historia
Klub został założony w 1911 jako FC Deutschland Niederlahnstein. W 1918 zmienił nazwę na SV Niederlahnstein.
W 1945 został rozwiązany i ponownie założony jako SV Niederlahnstein. W 1973 połączył się z SC Oberlahnstein tworząc Eintracht Lahnstein.

## Sukcesy
- 2 sezony w Oberlidze Südwest (1. poziom): 1960/61 i 1962/63.
- 5 sezonów w 2. Oberlidze Südwest (2. poziom): 1956/57-59/60 i 1961/62.
- 1 sezon w Regionallidze Südwest (2. poziom): 1963/64.
- 12 sezonów w Amateurlidze Rheinland (3. poziom): 1952/53-55/56, 1964/65-65/66 i 1967/68-72/73.
- 1 sezon w Bezirkslidze Rheinland Gruppe Mitte (4. poziom): 1966/67.
- mistrz 2. Oberliga Südwest (2. poziom): 1960 i 1962 (awanse do Oberligi Südwest)
- mistrz Amateurliga Südwest (3. poziom): 1956 (awans do 2. Oberligi Südwest)
- mistrz Bezirksliga Rheinland Gruppe Mitte (4. poziom): 1967 (awans do Amateurligi Rheinland)